# Apatura kamonis
Apatura kamonis är en fjärilsart som beskrevs av Matsumura 1928. Apatura kamonis ingår i släktet Apatura och familjen praktfjärilar. Inga underarter finns listade i Catalogue of Life.